# Forêts pluviales de la chaîne des Cardamomes
Localisation
Les forêts pluviales de la chaîne des Cardamomes (IM0106) (anglicisme) ou forêts tropicales humides de la chaîne des Cardamomes forment une écorégion définie par le fonds mondial pour la nature (WWF). Elle appartient à l’écozone Indomalaise (IM) et au biome des forêts décidues humides tropicales et subtropicales (01). Elle couvre la chaîne des Cardamomes, au Sud-Est de la péninsule indochinoise.

## Géographie

### Localisation

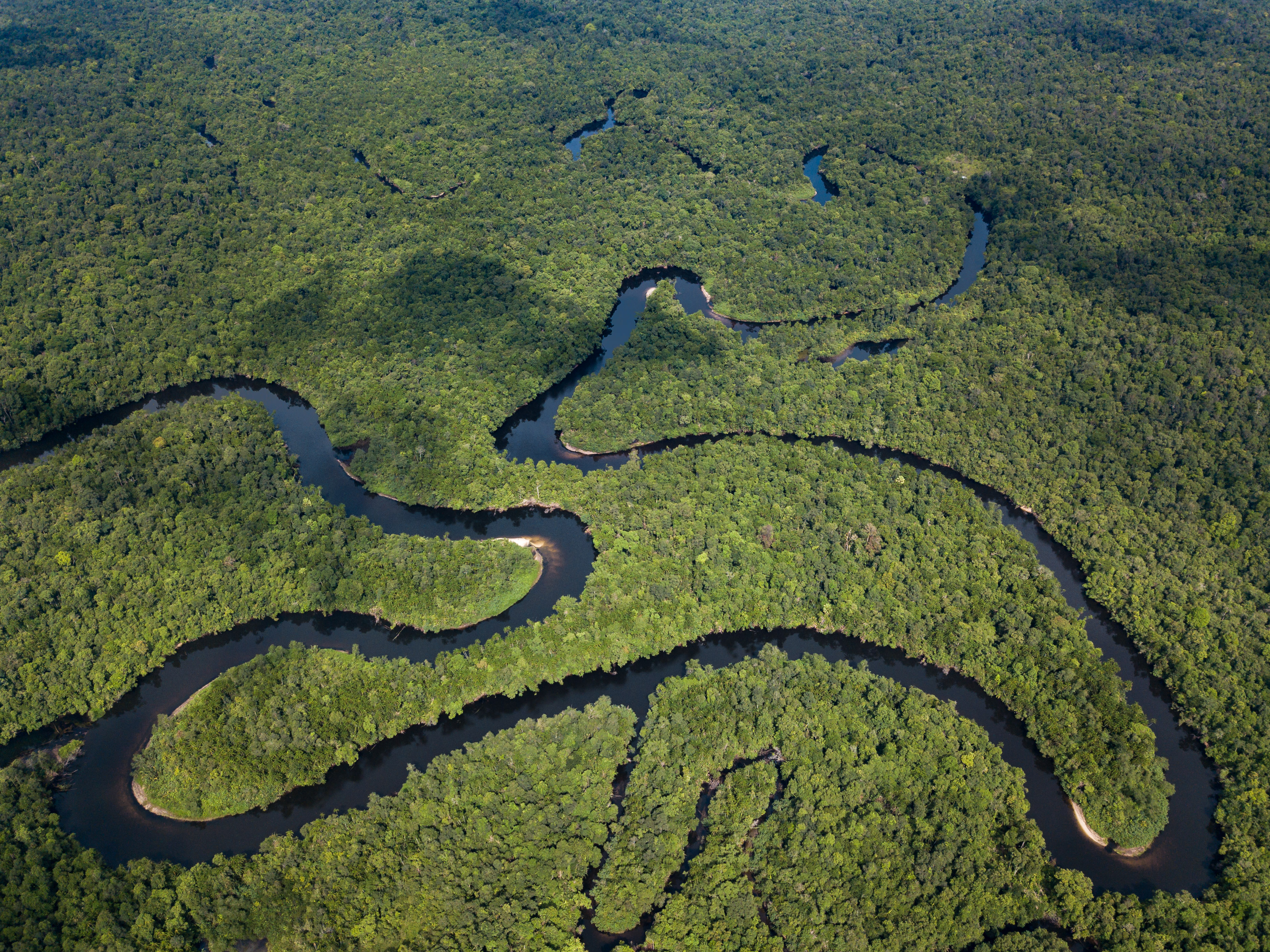
Vue aérienne de la forêt.

Cette écorégion de 44 000 km2 couvre l’étendue originale des forêts humides à feuilles persistantes de la chaîne des Cardamomes, au Sud-Est du Cambodge et à l’Est de la Thaïlande, et sur archipel de Phú Quốc, situé dans son prolongement au Viêt Nam. Son élévation varie du niveau de la mer (golfe de Thaïlande) à 1 813 m (Phnum Aoral, point culminant du Cambodge). Elle augmente rapidement depuis les côtes, laissant seulement une fine plaine côtière, et diminue progressivement vers Nord et le Nord-Est à l’intérieur des terres.
Les sols y sont principalement composées de grès mésozoïque, mais aussi de roches volcaniques, calcaire et basalte — riche en rubis, saphir et zircon.

### Climat
Les moussons et sa topographie le long du golfe de Thaïlande y provoque un climat très humide, dont le précipitations annuelles moyennes varient entre 3 000 et 4 000 mm. Le parc national de Kirirom, éloigné des côtes, ne subit que 2 000 m de précipitations annuelles, tandis qu’elles atteignent 5 000 mm dans la vallée d’émeraude. Selon la classification de Köppen, l'écorégion est située en climat de mousson.

## Biodiversité

### Flore

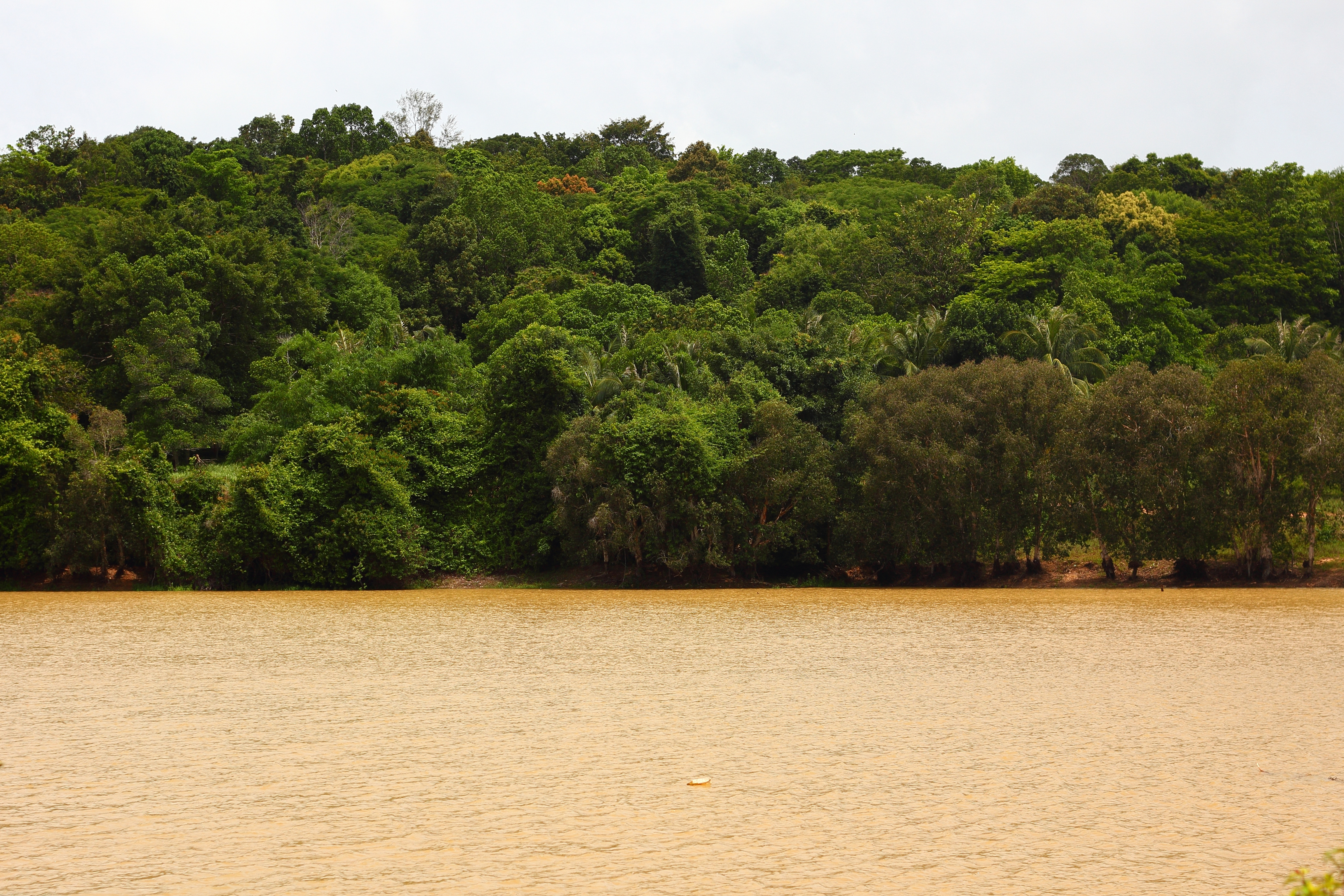
Jungle dans la province de Sihanoukville.

Dans les forêts humides à feuilles persistantes qui couvrent la majorité de l’écorégion, l’arbre de canopée le plus répandu est Hopea pierrei, il est petit et peu présent en dehors de cette zone. Autrefois, une forêt humide à feuilles persistantes composée de Shorea hypochra, Anisoptera costata, Dipterocarpus costatus, Hopea odorata, Parkia streptocarpa, Heritiera javanica, Swintonia pierrei et Syzygium cinereum, était présente sur la plaine côtière, mais a majoritairement disparu aujourd’hui. Sur le versant sud des montagnes, on trouve une forêt naine, constituée d’arbres qui n’atteignent pas plus de 12 m :  Dacrydium elatum et Podocarpus neriifolius, ainsi qu’un plus faible nombre de Nageia fleuryi et Dacrycarpus imbricatus. 
Une forêt de montagne se développe au dessus de 700 m : elle est composée d’une dense canopée à feuilles persistantes qui atteint 30 m de hauteur. On y trouve de nombreuses espèces de Fagaceae, Lithocarpus, Castanopsis, Lauraceae et Myrtaceae. Les plus bas étages de cette forêt d’altitude sont composés d’arbustes (Rubiaceae et Euphorbiaceae), de palmiers (Arenga pinnata et Pinanga cochinchinensis) et de fougères arborescentes (Cibotium, Cyathea et Oleandra). Les orchidées sont particulièrement abondantes dans les zones embrumées. 
Une autre forêt naine (d'une hauteur de 5 à 10 m), située au Sud, sur un plateau de grès au sol acide, peuplée de conifères comme Dacrydium elatum et Podocarpus imbricatus. Dans cette zone, les Myrtaceae, Fagaceae, Vaccinium viscifolium et Schima crenata, battus par les vents, ne mesurent pas plus de 5 m. Sur le plateau de Kirirom, on trouve des Pinus merkusii, Dipterocarpus obtusifolius, Rhodomyrtus tomentosa, Phyllanthus officinalis, Melastomataceae et Rubiaceae. Il existe également des zones de tourbières.

### Faune

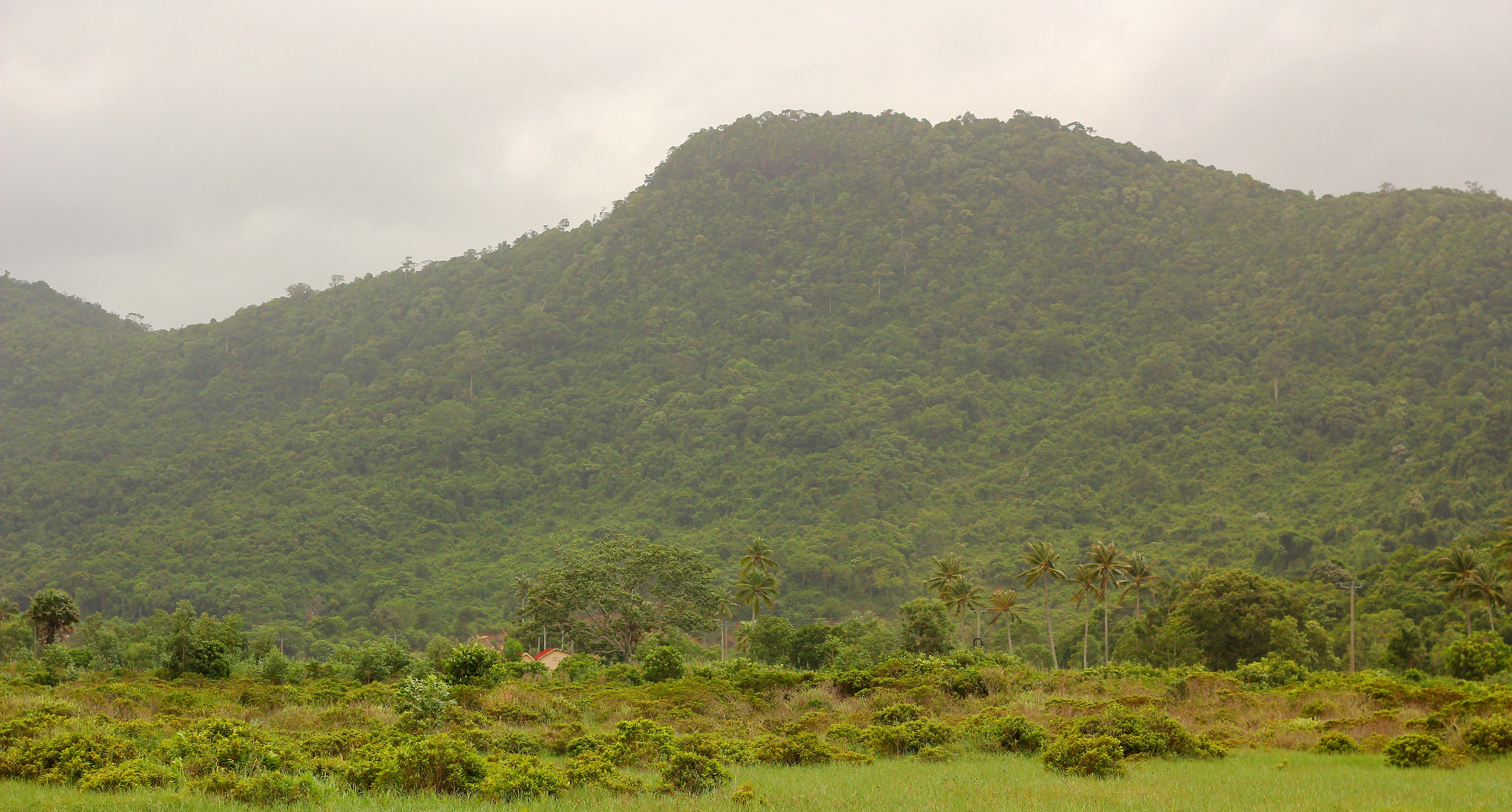
Paysage montagneux dans la chaîne des Cardamomes.

Plus de 100 espèces de mammifères y vivent, dont le tigre, la panthère nébuleuse, l’éléphant d'Asie, le dhole, le gayal, le banteng et le gibbon à bonnet, tous en danger d’extinction. La population d’éléphants de l’écorégion est la plus grande du Cambodge et l’une des plus grandes d’Indochine. On y trouve plus de 250 espèces d’oiseaux dont au moins 2 espèces endémiques : la torquéole du Cambodge et Arborophila diversa. Plusieurs petits amphibiens et le crocodile du Siam, en danger critique d’extinction, y sont présents,.

## Menaces et protection

### Menaces

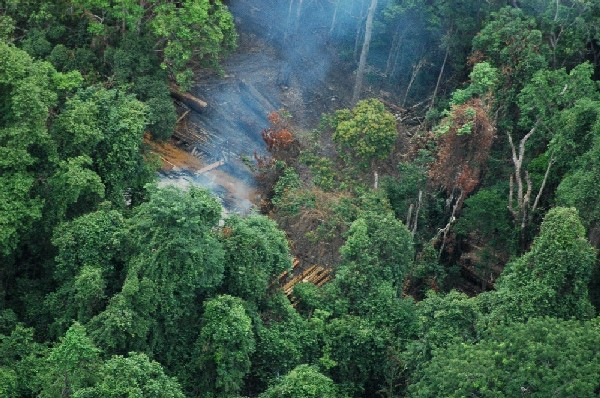
Déboisement illégal dans la chaîne des Cardamomes.

L’écorégion est une des rares en Indochine à demeurer à peu près intacte, grâce à sa faible population, à part dans sa part Thaïlandaise où la superficie de zones naturelles à tendance à diminuer. Les nombreuses aires protégées n’ont qu’une existence officielle. Les forêts sont menacées par la déforestation illégale, l’extension des zones agricoles alentours, le commerce illégal de faune sauvage et les mines répandues dans la forêt au cours du XXe siècle.

### Protection

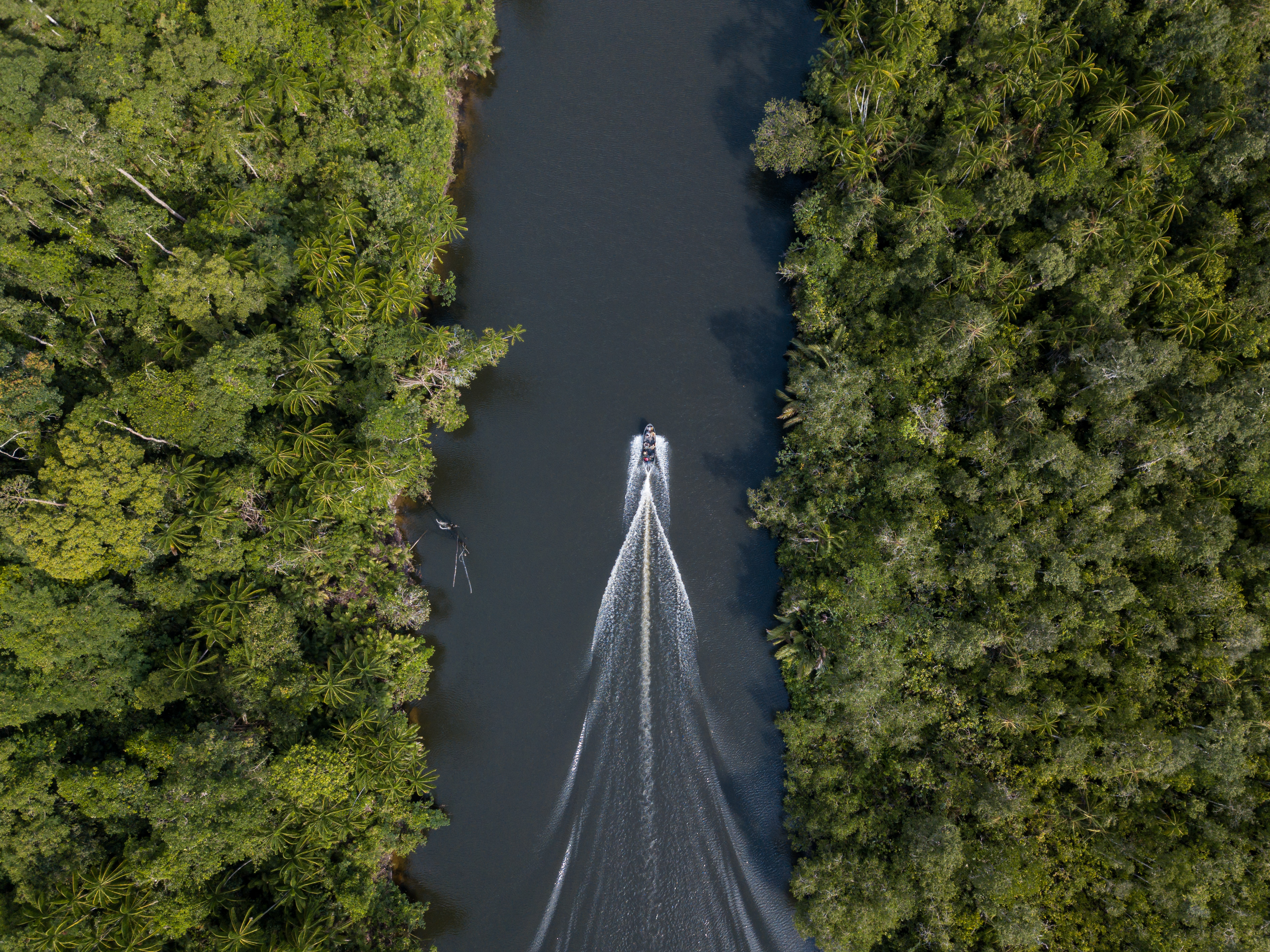
Gardes forestiers en patrouille.

Dans les trois pays, l'écorégion compte 16 aires protégées, soit 14 580 km2 (environ 33 % de sa superficie totale). Les plus grandes aires protégées, d'une superficie de plus de 1 000 km2, sont le sanctuaire faunique de Phnom Samkos (en) (3 307 km2), le sanctuaire faunique de Phnom Aural (en) (2 545 km2), le sanctuaire faunique de Roneam Daun Sam (en), (1 787 km2), le parc national de Botum Sakor (1 712 km2), le parc national de Preah Monivong (appelé aussi parc national de Bokor) (1 423 km2) et  le sanctuaire faunique de Khao Ang Rue Nai (en) (1 078 km2). Les autres aires protégées, plus petites, sont le sanctuaire de faune de Khao Soi Dao (745 km2), le parc national de Mu Ko Chang (650 km2),  le parc national de Phú Quốc (314 km2) et le parc national de Kirirom (283 km2).